# Feliks Teodor Gloeh
Feliks Teodor Gloeh (ur. 20 listopada 1885 w Warszawie, zm. 6 października 1960 tamże) – duchowny Kościoła Ewangelicko-Augsburskiego w Polsce, naczelny kapelan wyznania ewangelicko-augsburskiego w Wojsku Polskim, dyrektor Gimnazjum im. Mikołaja Reja w Warszawie.

## Życiorys

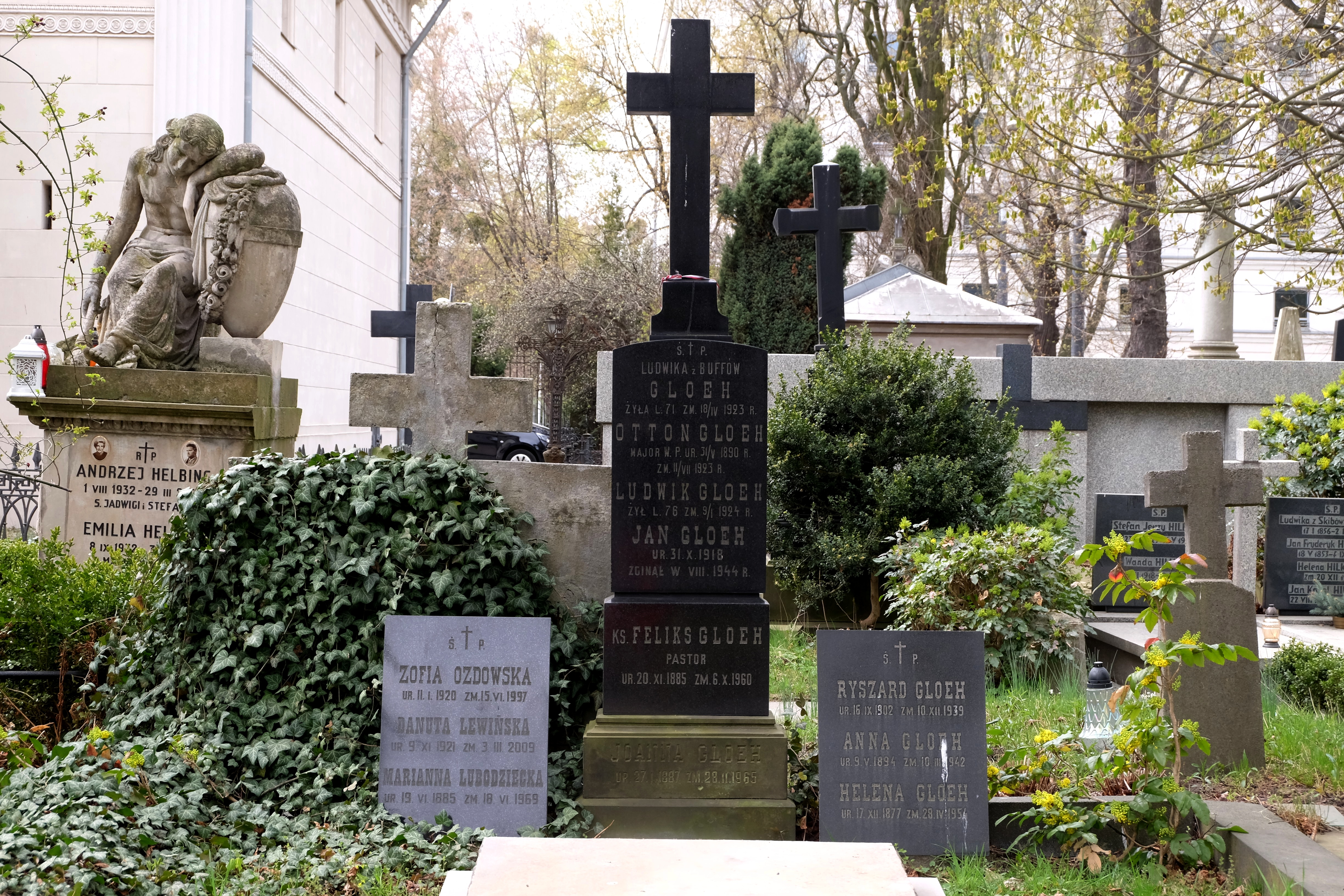
Grób Feliksa Teodora Gloeha na Cmentarzu ewangelicko-augsburskim w Warszawie.

Jego rodzicami byli Ludwik Gloeh i Ludwika z Buffów. Był starszym bratem Ottona (1890–1923), majora saperów Wojska Polskiego. Edukację rozpoczął w rodzinnej Warszawie i w 1905 jako uczeń szkoły średniej uczestniczył w rozruchach antycarskich. Po ukończeniu gimnazjum wyjechał na studia filozoficzne i teologiczne: uczył się w Halle, Berlinie i Dorpacie. W 1913 objął posadę wikarego w Warszawie oraz zarząd nad parafią luterańską w Mławie i jej filią w Lipinach. Od 1918 do 1922 sprawował dozór nad gminą ewangelicko-augsburską w Żyrardowie. W latach 1915–1930 zajmował się m.in. nauczaniem religii ewangelickiej (w gimnazjum M. Reja).
Zaangażowany patriotycznie i narodowo walczył w wojnie z bolszewikami jako ochotnik. 9 grudnia 1929 przyjęty został do rezerwy duchowieństwa wojskowego w stopniu proboszcza ze starszeństwem z 1 czerwca 1919. Funkcję tę sprawował do wybuchu II wojny światowej. Zajmował się działalnością dziennikarską i wydawniczą: przez cały okres dwudziestolecia stał na czele redakcji Głosu Ewangelickiego.
W 1920 popierał przyłączenie Mazur i Warmii do Polski, stanął na czele Zrzeszenia Plebiscytowego Ewangelików Polskich, które wspomagało opcję polską na terenie Prus Wschodnich. W 1922 został na kilkanaście miesięcy redaktorem Gazety Mazurskiej wydawanej w Działdowie. W latach 1922–1939 członek władz Zrzeszenia Ewangelików Polskich, u progu lat dwudziestych zaangażował się w przejęcie cerkwi byłego Keksholmskiego Pułku Lejb Gwardii przy Puławskiej 4 w Warszawie na cele luterańskiego kościoła wojskowego. Po wybuchu wojny ewakuował się do Łucka, z którego potajemnie wrócił do Warszawy i podjął pracę urzędnika w fabryce swojego brata.
Z dniem 1 listopada 1930 roku został przemianowany na zawodowego duchownego wojskowego, w stopniu proboszcza ze starszeństwem z 1 lipca 1919 roku i 1. lokatą w duchowieństwie wojskowym wyznania ewangelicko-augsburskiego. Szef Głównego Urzędu Duszpasterstwa Wyznania Ewangelicko-Augsburskiego. Na stopień seniora został awansowany ze starszeństwem z 1 stycznia 1936 roku w duchowieństwie wojskowym wyznania ewangelicko-augsburskiego
24 października 1946 roku objął stanowisko szefa Wojskowego Urzędu Duszpasterstwa Ewangelicko-Augsburskiego przy Naczelnym Dowództwie Wojska Polskiego. Do lutego 1947 roku działał w tym urzędzie jednoosobowo. W 1948 roku został przeniesiony w stan spoczynku. Od 1947 do 1950 sprawował funkcję dyrektora Liceum im. M. Reja, nie rezygnując z działalności duszpasterskiej: w latach 1950–1956 administrował parafiami luterańskimi w Starej Iwicznej i Górze Kalwarii.
Za pomoc Żydom podczas II wojny światowej odznaczony medalem Sprawiedliwy wśród Narodów Świata. Został pochowany na Cmentarzu ewangelicko-augsburskim w Warszawie (aleja 9-1-5).

## Ordery i odznaczenia
- Złoty Krzyż Zasługi (18 marca 1932)[5]
- Medal Niepodległości[9]
- Sprawiedliwy wśród Narodów Świata (1984)